# Shitdisco

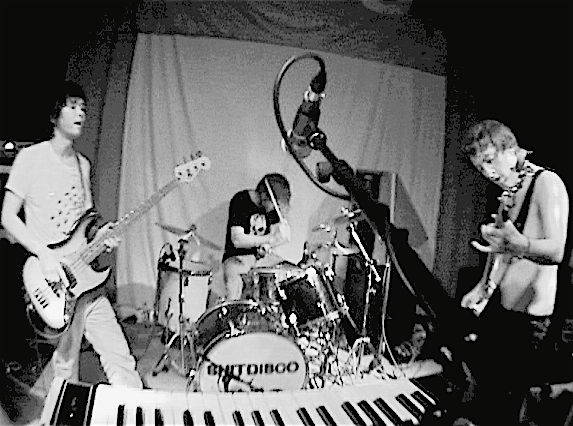
Shitdisco in 2007

Shitdisco was een New Rave/Dance band uit Glasgow, Schotland. De band is gevormd in 2003 op de Glasgow School of Art. Hun eerste single, "Disco Blood/I Know Kung Fu", is uitgebracht in december 2005 en was binnen de kortste keren uitverkocht.
Voordat ze in de zomer van 2006 ontdekt werden hield de band gratis feesten in een groot leegstaand huis aan de West Princes Street in Glasgow, beter bekend als "61". Ze hebben een reputatie opgebouwd voor het houden/organiseren van gratis feesten op speciale plekken; zoals pleinen, straten, verlaten spoorwegtunnels, havencontainers en caravans.
In 2007 tekenden ze een platencontract bij het label Fierce Panda, wat deel uitmaakt van Sony Music in Japan. Na het uitbrengen van de single Disco Blood/I Know Kung Fu toerden ze veel door het Verenigd Koninkrijk en Europa, maar ze speelden ook in Bangkok en Istanboel. Shitdisco bracht hun enige album Kingdom of Fear uit op 16 april 2007. In 2009 besloot de band uit elkaar te gaan.
De band wordt vergeleken met Talking Heads en The Rapture, maar zelf zeggen ze beïnvloed te zijn door Donna Summer, Arthur Russel, The Prodigy, Gang of Four en The Clash.

## Leden
- Joel Stone - gitaar, zang
- Joe Reeves - gitaar, zang
- Jan Lee - keyboard, zang (back-up)
- Darren Cullen - drumstel

## Discografie

### Albums
- Kingdom of Fear

### Singles
- Disco Blood/I Know Kung Fu
- Reactor Party
- OK